# جان فنتوريني
جان فنتوريني (بالفرنسية: Jean Venturini)‏ (و. 1919 – 1940 م) هو شاعر، وكاتب من فرنسا . ولد في نابل .
توفي في البحر الأبيض المتوسط .

## أعمال بارزة
من أهم أعماله:
- Outlines.